# پراکندگی (شیمی)

ماده حاوی بیش از یک فاز است که حداقل یکی از فازها شامل دامنه‌های فاز ریز تقسیم شده، اغلب در محدوده اندازه کلوئیدی، در فاز پیوسته پراکنده می‌شوند.
نکته: اصلاح تعریف در رفرنس.

دیسپرسیون

پراکندگی یا دیسپرسیون (به انگلیسی: dispersion)، یک سیستمی است که در آن ذراتی از ترکیبات یا مواد گوناگون، به‌طور پیوسته‌ای پراکنده می‌شوند. پراکندگی به روشهای گوناگونی از جمله اندازه ذرات در رابطه با ذرات فاز پیوسته، بدون وقوع بارش یا حضور حرکت براونیا طبقه‌بندی می‌شود.
سه نوع پراکندگی اصلی وجود دارد:
- پراکندگی درشت (تعلیق)
- کلوئیدی
- محلول یا امولوسیون

## درجهٔ پراکندگی
واژهٔ پراکندگی همچنین به ویژگی‌های فیزیکی درجه‌ای که ذرات به آگلومراتها یا آلیاژها می‌چسبند، نیز اشاره دارد. در حالی که این دو اصطلاح اغلب به‌طور متناوب استفاده می‌شوند، بر اساس تعاریف فناوری نانوتکنولوژی ISO، آگلومرا یک مجموعه برگشت‌پذیر از ذرات ضعیف است، به عنوان مثال از نیروهای ون دو واسیل یا درهم آمیختگی فیزیکی، در حالی که یک مجموع از ذرات متناوب یا ذوب شده غیرقابل برگشت تشکیل شده‌است؛ برای نمونه از طریق پیوندهای کووالانسی. اندازه‌گیری کامل از پراکندگی شامل اندازه، شکل و تعداد ذرات در هر آگلومرات یا آلیاژ، استحکام نیروهای درونی، ساختار کلی آنها و توزیع آنها در داخل سیستم است. با این حال، پیچیدگی معمولاً با مقایسه میزان اندازه‌گیری شده اندازه ذرات «اولیه» با آگلومراتها یا ارقام کاهش می‌یابد.

## انواع پراکندگی
| ماده حل شده یا پراکنده | ماده حل کننده | محلول: مخلوط همگن: ماده حل شده <۱ نانومتر                         | کلوئید: ماده حل شده بین ۱ نانومتر و ۱ میکرومتر | پراکندگی درشت (سوسپانسیون): مخلوط هتروژن: ماده حل شده> ۱ میکرومتر |
| ---------------------- | ------------- | ----------------------------------------------------------------- | ---------------------------------------------- | ----------------------------------------------------------------- |
| گاز                    | گاز           | مخلوط گاز: هوا (اکسیژن و گازهای دیگر در نیتروژن)                  | -                                              | -                                                                 |
| مایع                   | گاز           | -                                                                 | آئروسل: مه، غبار، بخار، اسپری مو               | آئروسل                                                            |
| جامد                   | گاز           | -                                                                 | آلیاژ جامد: دود، ابر، هوا ذرات                 | آلیاژ جامد: گرد و غبار                                            |
| گاز                    | مایع          | محلول: اکسیژن در آب                                               | فوم: خامه کرم، کرم اصلاح                       | فوم                                                               |
| مایع                   | مایع          | محلول: نوشابه الکلی                                               | امولسیون: مینی‌مولسیون، میکرومولسیون            | امولسیون: شیر، سس مایونز، کرم دست                                 |
| جامد                   | مایع          | محلول: شکر در آب                                                  | سول: جوهر رنگی، خون                            | تعلیق: گل (خاک، رس یا لجن در آب معلق است)، گچ پودر معلق در آب     |
| گاز                    | جامد          | محلول: هیدروژن در فلز                                             | فوم جامد: آئروژل، فوم پلی‌استیرن، سنگ پا        | فوم: خشک اسفنج                                                    |
| مایع                   | جامد          | محلول: آمالگام (شیمی) آمالگام ( جیوه در طلا، هگزان در موم پارافین | ژل: آگار، ژلاتین، سیلیکاژل اپال                | اسفنج مرطوب                                                       |
| جامد                   | جامد          | محلول: آلیاژ، پلاستیک در پلاستیک                                  | سول جامد: شیشه کریستال                         | گرانش، گرانیت                                                     |

## ساختار و ویژگی‌ها
هنوز باور مشترکی وجود دارد که پراکندگی هیچ ساختاری را نشان نمی‌دهد؛ برای نمونه، ذرات (یا در صورت امولسیون: قطرات) در ماده مایع یا ماتریس جامد ("محیط پخش") پراکنده می‌شوند؛ بنابراین، برای پراکندگی، معمولاً نظریه نفوذپذیری به‌طور مناسب توصیفی از ویژگی‌های آنها می‌باشد.
با این حال، نظریه نفوذ را می‌توان تنها در صورتی که سیستم توصیف آن در تعادل ترمودینامیکی نزدیک یا نزدیک باشد، به کار برد. پژوهش‌های بسیار کمی دربارهٔ ساختار پراکندگی (امولسیون) وجود دارد، هرچند که در نوع بسیار متنوع و در سراسر جهان در برنامه‌های بی شماری استفاده می‌شود.
در زیر، تنها پراکندگی‌هایی با قطر فاز پراکنده کمتر از ۱ میکرومتر مورد بحث قرار خواهد گرفت. برای درک شکل‌گیری و خواص چنین پراکندگی‌ها (از جمله امولسیون‌ها) باید در نظر گرفت که فاز پراکنده یک سطح "پوشش" ("مرطوب") را با یک سطح "دیگری" پوشیده شده‌است که از این طریق یک رابطهٔ شیمیایی را تشکیل می‌دهند. هر دو سطح باید ایجاد شود (که نیاز به مقدار زیادی انرژی دارد)، و تنش بین فاز (تفاوت تنش سطحی) اگر به‌طور کلی جبران کننده انرژی نباشد، جبران نمی‌شود.
یک مقاله مروری تلاش‌های گوناگونی را برای توصیف پراکندگی / امولسیون‌ها تشریح نموده‌است. پراکندگی فرایندی است که در آن (در مورد تبدیل مواد جامد به مایع) ذرات آگلومرزه از یکدیگر جدا می‌شوند و یک رابطهٔ جدید بین سطح داخلی ماده مایع پراکندگی و سطح ذرات پراکنده می‌شود، تولید می‌شود. پراکندگی یک فرایند بسیار پیچیده (و کمتر شناخته شده) نسبت به اکثر افراد است.
مقاله تجدید نظر شده فوق نیز شواهد تجربی را نشان می‌دهد که حاکی از آن است که پراکندگی ساختار بسیار متفاوت از توزیع آماری است (که مشخصه‌های یک سیستم در تعادل ترمودینامیکی است)، اما در مقابل، ساختارهای شبیه به سازماندهی خود، که توسط ترمودینامیک غیرتعادل توصیف می‌شود. به همین دلیل است که برخی از پراکندگی‌های مایع تبدیل به تبدیل شدن به ژل یا حتی جامد در غلظت یک فاز پراکنده بیش از یک غلظت بحرانی ویژه (که وابسته به اندازه ذرات و تنش بین فازی است). همچنین ظهور ناگهانی هدایت در یک سیستم یک فاز رسانا پراکنده در یک ماتریس عایق بندی شده توضیح داده شده‌است. مقاله تجدید نظر شده فوق نیز به برخی از نخستین نظریه‌های عدم تعادل ترمودینامیکی کامل معرفی می‌کند (https://web.archive.org/web/20110719070759/http://www2.organic-nanometal.de/Research/wisslit/nonequ2.html).